# ماتزولا
ماتزولا (به ایتالیایی: Mazzolla) یک منطقهٔ مسکونی در ایتالیا است که در ولترا واقع شده‌است. ماتزولا ۴۶ نفر جمعیت دارد و ۳۵۱ متر بالاتر از سطح دریا واقع شده‌است.